# Larry Hankin
Larry Hankin est un acteur américain né le 7 décembre 1937 à New York.

## Filmographie
- 1967 : Funnyman de John Korty : Roger
- 1968 : Les Tiens, les Miens, le Nôtre (Yours, Mine and Ours) : Supermarket Clerk / Harry
- 1968 : Adorablement vôtre (How Sweet It Is!) : 1er policier
- 1969 : Viva Max! : Romero
- 1969 : The Music Scene (série télévisée) : Larry Hankin, a regular (1969-1970)
- 1970 : The Phynx (en) : Philbaby
- 1972 : Evil Roy Slade (TV) : Snake
- 1972 : Thumb Tripping : Simp
- 1973 : Steelyard Blues d'Alan Myerson : Bill the Garbage Truck Driver
- 1978 : American Hot Wax : Diamond's Manger
- 1978 : Doctor Dracula : Wainwright
- 1978 : Outside Chance (TV) : Deputy in Van
- 1979 : Solly's Diner (+ réalisateur, scénariste, producteur et monteur) : Sometimes Jones
- 1979 : L'Évadé d'Alcatraz (Escape from Alcatraz) : Charley Butts
- 1980 : Die Laughing : Bock
- 1980 : The Girl, the Gold Watch & Everything (TV) : René
- 1980 : Loose Shoes : 2e vétéran
- 1980 : Gridlock (TV) : Sill
- 1982 : Annie : Pound Man
- 1983 : L'Arnaque 2 (The Sting II) : Handicapé
- 1983 : La Nuit des juges (The Star Chamber) : Inspecteur Kenneth Wiggan
- 1983 : La Vie secrète d'une étudiante (An Uncommon Love) (TV) : Freddie
- 1985 : Opération Foxfire (Code Name: Foxfire) (TV)
- 1985 : Garçon choc pour nana chic (The Sure Thing) : Trucker
- 1986 : Alf (La nuit tous les alfs sont gris) : "le cambrioleur"
- 1986 : Deux Flics à Chicago (Running Scared) : Ace
- 1986 : Armé et Dangereux (Armed and Dangerous) : Kokolovitch
- 1986 : Ratboy : Robert Jewell
- 1987 : Cheeseburger film sandwich (Amazon Women on the Moon) : Un homme dans le pub (sketch Son of the Invisible Man)
- 1987 : Beauté fatale (Fatal Beauty) : Jerry Murphy
- 1987 : Un ticket pour deux (Planes, Trains & Automobiles) : Doobie
- 1988 : She's Having a Baby : Hank
- 1988 : La Mort des trois soleils (Nightfall) : Desert King
- 1990 : Dark Romances Vol. 1 (vidéo) : Drunk
- 1990 : Pretty Woman de Garry Marshall : Landlord
- 1990 : Coups pour coups (Death Warrant) : Mirson
- 1990 : Maman, j'ai raté l'avion ! (Home Alone) de Chris Columbus : Sergent Balzak
- 1991 : Liaison maléfique (Black Magic Woman) : Hank Watfield
- 1992 : Deuce Coupe : Slick Lowry
- 1992 : Sur la corde raide (Out on a Limb) : Darren
- 1992 : T Bone et Fouinard (T Bone N Weasel) (TV) : Révérend Gluck
- 1993 : Seinfeld - Saison 4, Episode 23 et 24 (Y a-t-il un pilote dans la série ou The pilot) : Tom Pepper (l'acteur choisi pour jouer Kramer)
- 1994 : Prehysteria! 2 (vidéo) : Ketchum
- 1994 : The Shadow : Chauffeur de taxi
- 1994 : It's Pat : Postal Supervisor
- 1994-1996 : Friends : M. Heckles (le voisin de l'appartement en dessous de celui de Monica et Rachel se plaignant du bruit)
- 1995 : Billy Madison : Carl Alphonse
- 1996 : A Delicatessen Story : M.. Hankin
- 1997 : Bonjour les vacances : Viva Las Vegas (National Lampoon's Vegas Vacation) : Preacher
- 1997 : Argent comptant (Money Talks) : Roland
- 1999 : Enemy Action : Yuri
- 2000 : The Independent (en) de Stephen Kessler : William Henry Ellis
- 2003 : Highway to Oblivion (série télévisée) : Sid
- 2003 : Gacy : Eddie Bloom
- 2003 : Hard Ground (TV) : Toothless
- 2003 : Knee High P.I. (TV) : Fudgie
- 2003 : Malcolm  (TV) (Saison 5 Episode 7) : Luther
- 2003 : Nobody Knows Anything! : Homme aveugle
- 2004 : The Wager : Type-Writer
- 2004 : Monk (série télévisée) (Saison 2 Episode 13) : Bearded Man
- 2005 : EW's Guide: Guilty Pleasures (TV)
- 2006 : Earl (My name is Earl) - Saison 2, épisode 5 : Tom Sparks
- 2011 : Breaking Bad - Saison 3 (épisode 6) - Saison 5 (épisode 1) : Le vieux Joe, le patron de la casse qui confectionne l’électro aimant.
- 2013 : No Pain No Gain : Le pasteur
- 2019 : El Camino : Un film Breaking Bad